# Polybotrya nieuwenhuisenii
Polybotrya nieuwenhuisenii là một loài dương xỉ trong họ Dryopteridaceae. Loài này được Racib. mô tả khoa học đầu tiên năm 1902.
Danh pháp khoa học của loài này chưa được làm sáng tỏ. 